# Cydosia garnotella
Cydosia garnotella là một loài bướm đêm trong họ Erebidae.